# Glaucoamminidae
Glaucoamminidae es una familia de foraminíferos bentónicos de la Superfamilia Hormosinoidea, del Suborden Hormosinina y del Orden Lituolida. Su rango cronoestratigráfico abarca desde el Tortoniense (Mioceno superior) hasta el Actualidad.

## Discusión
Clasificaciones previas incluían Glaucoamminidae en la Superfamilia Textularioidea, así como en el Suborden Textulariina o en el Orden Lituolida sin diferenciar el Suborden Hormosinina.

## Clasificación
Glaucoamminidae incluye al siguiente género:
- Glaucoammina
- Psammolingulina †